# Pycnomerus abnormis
Pycnomerus abnormis es una especie de coleóptero de la familia Zopheridae.

## Distribución geográfica
Habita en la Provincia del Cabo (Sudáfrica).